# Piper acutulum
Piper acutulum är en pepparväxtart som beskrevs av William Trelease. Piper acutulum ingår i släktet Piper och familjen pepparväxter. Inga underarter finns listade i Catalogue of Life.